# 自殺前14天
《自殺前14天》是一部1999年上映的香港恐怖电影，由黃家輝執導、伍健雄監製、劉孝偉編劇，並由雷宇揚、姚樂怡、黎耀祥及伍詠薇等主演。

## 剧情
本片為1999年出品的恐怖片，並由三個自殺的短片組成的，第一個故事由黎耀祥、伍詠薇主演。阿福剛剛進入公司擔任伍先生、伍太太會計所的職務，本打算在裏面做好工作讓自己升職，但卻慢慢發現，兩人是有古怪的，最後，伍先生、伍太太吃下偉哥服藥自殺身亡。
孫悟空為琪琪的男友，琪琪有一個閨蜜佩佩，但是悟空卻和佩佩走在了一起，琪琪傷心之下跳樓自殺身亡，剛好死在電梯維修工人Lift皇的車上。其實，琪琪自殺是悟空和佩佩的計謀，悟空生性貪錢，於是佩佩偷偷地替琪琪買下了保險單，只要琪琪一死，悟空立刻可以獲得七百萬做保險金。
電梯維修工人Lift皇，整日沉迷於工作之中，而忽略了妻子阿菲，阿菲在琪琪的鬼魂誘惑之下居然被誘惑自殺來報復丈夫Lift皇...

## 演員表
| 演員   | 角色   | 粵語配音 | 備註                                                                                                  |
| 雷宇揚 | 阿皇   | 雷宇揚   | Lift皇 電梯維修工人 阿菲之夫，因整日沉迷於工作之中，而忽略了其 最後成功勸阿菲不要自殺並帶走其         |
| 姚樂怡 | 阿福   | 姚樂怡   | 新任會計師 伍先生、伍太太之下屬 後目睹伍先生、伍太太服下偉哥自殺                                      |
| 黎耀祥 | 伍先生 | 黎耀祥   | 會計所老板 阿福之上司 伍太太之夫 後服下偉哥自殺，並化為鬼魂                                           |
| 伍詠薇 | 伍太太 |          | 會計所老板 阿福之上司 伍先生之妻 後服下偉哥自殺，並化為鬼魂                                           |
| 張文慈 | 琪琪   | 張文慈   | 孫悟空之女友，後分手並反目 佩佩的閨蜜，後反目 後跳樓自殺，並化為鬼魂                                  |
| 李婉華 | 阿菲   | 陸惠玲   | 阿皇之妻，因其整日沉迷於工作之中，而忽略了自己 最後險被化為鬼魂的琪琪誘惑自殺，但被及時趕到的阿皇阻止 |
| 曹永廉 | 孫悟空 | 鄧榮銾   | 渣男 琪琪之男友，後分手並反目 和佩佩走在一起 最後被眾鬼魂包圍，下場不明                               |
| 黃佩霞 | 佩佩   | 陸惠玲   | 琪琪之閨蜜，後反目 孫悟空之新女友 替琪琪買下了保險單，令孫悟空可以在琪琪死後拿到她的保險金七百萬      |
| 周文健 | 曹沙展 | 鄧榮銾   | 警察 替阿皇錄口供 負責調查伍先生、伍太太自殺案的警察                                                  |
| 錢嘉樂 | 超市樂 | 錢嘉樂   | 殺手 特別客串                                                                                         |

## 外部連結
- 香港影庫上《自殺前14天》的資料（繁體中文）
- 互联网电影数据库（IMDb）上《自殺前14天》的资料（英文）